# Ishiwara Kanji

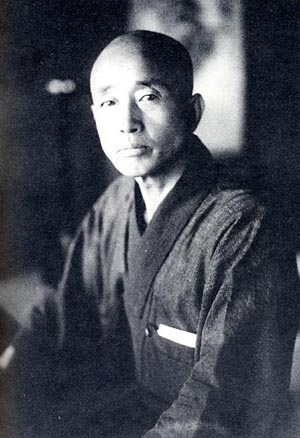
Ishiwara Kanji

Ishiwara Kanji (jap. 石原 莞爾; * 18. Januar 1889 in Shōnai, Präfektur Yamagata; † 15. August 1949 in Takase) war ein Generalleutnant der Kaiserlich Japanischen Armee und Anhänger des Nichirenismus. Er gilt neben Itagaki Seishirō als Hauptverantwortlicher des sogenannten Mukden-Zwischenfalls.

## Leben

### Frühes Leben
Ishiwara Kanji wurde 1889 in Shōnai in eine ehemalige Samurai-Familie geboren. Sein Vater war Polizist, nachdem die Familie erst das Tokugawa-Shogunat und anschließend die Republik Ezo im Boshin-Krieg unterstützt hatte, war es ihren Mitgliedern verboten höhere politische Positionen zu bekleiden.
Im Alter von 13 Jahren besuchte Ishiwara eine militärische Grundschule und besuchte anschließend die Kaiserlich Japanische Heeresakademie, welche er 1909 abschloss. Im Anschluss diente er beim 65. Infanterieregiment in der japanischen Kolonie Chōsen. 1915 schaffte er die Aufnahmeprüfung für die Kaiserlich Japanische Heereshochschule, welche er 1918 als zweitbester seines Jahrgangs abschloss.
Ishiwara diente daraufhin mehrere Jahre lang auf verschiedenen Stabspositionen, bevor er 1922 als Militärattaché in das Deutsche Reich geschickt wurde. Er diente bis 1925 in Berlin und München und schloss dabei Studien in den Bereichen Militärgeschichte und Strategie ab. Darüber hinaus baute er Kontakte zu diversen ehemaligen deutschen Generälen auf, welche ihm bei seinen Studien halfen. Daher galt Ishiwara bei seiner Rückkehr nach Japan als ausgesprochener Experte für moderne Militärstrategie.
Noch bevor er nach Deutschland aufbrach, war Ishiwara zum Nichiren-Buddhismus konvertiert, welcher die Lehre vertrat, dass eine Zeit massiver Konflikte nötig sei, bevor es zu einer goldenen Ära der menschlichen Kultur und zur Umsetzung des wahren Buddhismus kommen könnte. Japan würde dabei Zentrum und Vollstrecker dieses Schicksals sein und später die ganze Welt in die goldene Zukunft geleiten. Unter diesem Einfluss wandelte Ishiwara sich zu einem starken Anhänger der Idee des Kokutai und sah es als Japans heilige Mission an, China als Erstes zu befreien, um mit seiner Hilfe den Westen zu unterwerfen und die goldene Zeit anbrechen zu lassen.

### Ishiwara und die Mandschurei
Nach seiner Rückkehr aus Europa wurde Ishiwara zum Ausbilder an der Heeresstabshochschule ernannt und anschließend in den Stab der Kwantung-Armee in der Mandschurei versetzt. Er traf dort Ende 1928, einige Monate nach dem von Japan fingierten Attentat auf den Warlord Zhang Zuolin ein. Es wurde Ishiwara schnell klar, dass die durch den Tod Zhangs zusätzlich belastete chaotische Situation in Nordostchina zusammen mit den schon über zwei Jahrzehnte andauernden japanischen Investitionen in der Region eine einmalige Situation für die Kwantung-Armee bieten würde, ihren und den Einfluss Japans dort auszuweiten. Er begann daher, einen Plan auszuarbeiten um die Situation dauerhaft für die japanischen Interessen zu nutzen.
Am 18. September 1931 zerstörte eine Bombe einen Bahndamm der japanisch kontrollierten Südmandschurischen Eisenbahn. Unter dem Vorwurf, chinesische Soldaten hätten die Bahnlinie angegriffen, besetzten japanische Truppen unter Ishiwara innerhalb kurzer Zeit die chinesische Kaserne in der nahen Stadt Liutiaokou. Ohne den neuen Befehlshaber der Kwantung-Armee, Honjō Shigeru oder den Heeresgeneralstab in Tokio über den Zwischenfall zu informieren, ordnete Ishiwara verschiedene Einheiten der Kwantung-Armee an, weitere chinesische Städte zu besetzen, was sich bald zu einer Besetzung der gesamten chinesischen Mandschurei ausweitete.
Bereits nach kurzer Zeit hatten die Militäraktionen ein solches Ausmaß erreicht, das es der japanischen Führung trotz internationaler Proteste nicht mehr möglich war, die Besetzung zu stoppen ohne eingestehen zu müssen, dass sie die Kontrolle über Teile ihrer Armee zeitweise verloren hatte. Ishiwara, der sich bereits darauf eingestellt hatte, hingerichtet oder unehrenhaft aus der Armee entlassen zu werden, kam straffrei davon und wurde nur nach Japan zurückgerufen, wo er den Befehl über das 4. Infanterieregiment übernahm. Der Erfolg der Operation sowie der Schutz durch rechtsgerichtete Offiziere und einflussreiche Ultranationalisten hatten dabei zu diesem für Ishiwara glücklichen Ausgang der Situation geführt.
1932 reiste er als Militärattaché der japanischen Delegation nach Europa, um an der Genfer Abrüstungskonferenz teilzunehmen.

### Konflikt der FraktionenKōdō-haundTōsei-ha

Die Gösch der kaiserlich japanischen Marine (vor/während des Zweiten Weltkriegs von der Kōdō-ha als Parteifahne instrumentalisiert)

Innerhalb der ultranationalen Kreise des japanischen Militärs war es für das Vorantreiben der überzogenen Zielsetzungen Japans bei der Verwirklichung japanischer Großmachtansprüche zur Bildung zweier Gruppierungen gekommen. Eine war die von jüngeren Offizieren favorisierte militante Fraktion „Kaiserlicher Weg“ (Kōdō-ha) an deren Spitze General Araki Sadao zwar als quasi pseudo-philosophischer Mentor – welcher großen Einfluss in der japanischen Politik der 1930er Jahre hatte – fungierte, jedoch profilierten sich Ishiwara und Itagaki Seishirō als ihre prominenten Führer. Dem weitaus gemäßigteren Zusammenschluss der „Kontroll-Faktion“ (Tōsei-ha) gehörten ältere und erfahrenere Offiziere um General und Armeeminister Ugaki Kazushige an. Dieser sah sich als Gegenpol zum „Kaiserlicher Weg“ in der Überzeugung, dass die Kôdôha den notwendigen technischen Fortschritt für das Militär und eine problemlose Integration der Mandschurei als eine Art Kolonie in das japanische Wirtschaftsgefüge behindern würde. Die zwei Fraktionen einte die Kritik an der damaligen japanischen Innen- und Außenpolitik, an liberale Tendenzen und an dem aufkeimenden Individualismus. Die Kwantung-Armee-Offiziere Ishiwara und Itagaki genossen hohes Ansehen und hatten mehr Einfluss auf Geist, Moral und Ausrichtungen der Armee als ihre Kommandeure. Sie wurden in Japan die treibenden Kräfte des imperialen Expansionismus und die überfallartige Besetzung der Mandschurei trug eindeutig ihre Handschrift. Ishiwara gilt neben Itagaki als der Hauptverantwortliche des so genannten Mukden-Zwischenfalls. Der spätere japanische „Marionettenstaat“ Japans Manchukuo sollte nach ihren Zielsetzungen ein unabhängiges, multinationales Staatsgebilde in nationaler Harmonie werden. In ihm wollte man Schlagworte wie „ethnische Harmonie“, „Gleichheit der Rassen“ und „Redlichkeit“ zu richtungsweisenden Parolen für die Vorherrschaft der Armee erheben. Von 1939 an nahm Ishiwara als Anführer und Gründer des Tôa Renmei („Ost-Asien-Bund“) starken Einfluss auf das politische Konzept Tôa shinchitsujo („Neue Ost-Asien-Ordnung“) des japanischen Premierministern Konoe Fumimaro. Der Tôa Renmei war eine ultranationalistische Organisation mit rund 15.000 Mitgliedern und der panasiatischen Zielsetzung der Zusammenführung der wirtschaftlichen Ressourcen Japans, Manchukuos und Chinas sowie der integrierten Verteidigung und politischer Autonomie für die drei. In der chinesischen Stadt Nanking wurde zum Beispiel eine Außenstelle etabliert, unter der Leitung des dortigen chinesischen Kollaborateurs aus Führungskreisen der Kuomintang (Nationalisten) Wang Jingwei.

### Armeerevolutionäre
1935 wurde Ishiwara in den Heeresgeneralstab versetzt, wo er Leiter der Operationen wurde. Diese Position erlaubte es ihm, seine radikalen Pläne für Japans Zukunft weiter voranzutreiben. Er war zu dieser Zeit stark von der Idee des Panasianismus beeinflusst und propagierte die Idee des Hokushinron, einer Konzentration Japans auf eine Ausbreitung nach Norden, in Sibirien hinein. Er vertrat die Ansicht, dass Japan sich mit seinem Marionettenstaat Mandschukuo und dem Rest Chinas vereinen und einen Ostasiatischen Bund bilden sollte, welcher sich auf einen entscheidenden Krieg gegen die Sowjetunion vorbereiten sollte. Nach dem Sieg über die Sowjetunion würden die Eroberung der europäischen Kolonien in Südasien und ein Krieg gegen die USA keine Schwierigkeiten mehr bereiten. Zu diesem Zweck müsste Japan sein Militär und seine Wirtschaft massiv ausbauen, was am besten in einem Einparteienstaat mit Planwirtschaft möglich sei, in dem andere Parteien ebenso wie schwache Politiker und korrupte Geschäftsmänner entfernt würden.
Der Putschversuch vom 26. Februar 1936, dessen Ziele eigentlich mit denen Ishiwaras übereinstimmten, wurde von diesem jedoch nicht unterstützt. Er sprach sich stark dafür aus, das Kriegsrecht zu verhängen um die Situation wieder unter Kontrolle zu bringen. Nachdem der Vizechef des Heeresgeneralstabs, Sugiyama Hajime, Truppen aus den Garnisonen außerhalb Tokios in die Stadt geschickt hatte, wurde Ishiwara zum Chef der Operationen im Hauptquartier für das Kriegsrecht.

### Rückkehr nach Mandschukuo
Im März 1937 wurde er zum Generalmajor befördert und wieder nach Mandschukuo geschickt, wo er zum stellvertretenden Stabschef der Kwantung-Armee berufen wurde. Dort musste er enttäuscht feststellen, dass viele seiner Mitverschwörer aus der Zeit des Mukden-Zwischenfalls seine Idee des Panasianismus nicht teilten, sondern sich mit ihrem Status als quasi Kolonialherren über Nordostchina zufriedengaben. Als er dies erkannt hatte, warf er der Führung der Kwantung-Armee Verrat vor und konfrontierte den Oberbefehlshaber Tōjō Hideki mit dubiosen Zahlungen an einen Offiziersfrauenclub und warf ihm damit indirekt Korruption vor. Nachdem er so seine Vorgesetzten gegen sich aufgebracht hatte, wurde Ishiwara seines Kommandos enthoben und nach Japan zurückgeschickt.
Zurück in Japan, begann er, die sowjetische Strategie in der für Japan katastrophal ausgegangenen Schlacht am Chalchin Gol zu analysieren, um eine mögliche Gegenstrategie für die sowjetische Militärdoktrin zu finden. Darüber hinaus betätigte er sich als Autor und bewarb in seinen Werken die Idee eines Ostasiatischen Bundes mit China und Mandschukuo und sprach sich stark gegen die japanische Invasion Chinas aus. Nach seiner Beförderung zum Generalleutnant 1939 wurde er zum Befehlshaber der 16. Division berufen.
Tōjō Hideki, der in der Zwischenzeit bis in die höchsten militärischen Ränge aufgestiegen war, hatte Ishiwara seine verbalen Attacken nicht verziehen und war der Meinung, dass er ein gefährliches Subjekt darstellte, welches aus der Armee entlassen werden müsse. Jedoch fürchtete er die Reaktion möglicher Anhänger der Ideen Ishiwaras, besonders unter den jüngeren Armeeoffizieren. Erst als Ishiwara Tōjō öffentlich kritisiert und als einen Feind Japans, welcher verhaftet und hingerichtet werden müsste, bezeichnet hatte, wurde er tatsächlich in den Ruhestand geschickt.
Nach seiner Entlassung ging er zurück in seinen Heimatort, wo er sich weiterhin als Autor betätigte. Nach der Kapitulation Japans wurde er als Zeuge der Verteidigung bei den Tokioter Prozessen gehört, selbst allerdings nie irgendwelcher Verbrechen im Bezug auf den Mukden-Zwischenfall angeklagt. Verschiedene Quellen vermuten, dass seine offene Feindschaft gegen Tōjō Hideki, welcher als Urheber des Pazifikkriegs galt, und seine Opposition gegenüber dem Krieg in China ihn retteten. So konnte er während der Tokioter Prozesse sogar die Verurteilung von Präsident Harry S. Truman als Kriegsverbrecher wegen der Luftangriffe auf Japan fordern, ohne irgendwelche Konsequenzen fürchten zu müssen. Ishiwara behauptete, dass es die US-Amerikaner waren, die Japan, das bis zum 19. Jahrhundert isoliert gewesen war, zur Öffnung von Häfen zwangen und die Japaner ermutigten, aus den aggressiven Aktionen mächtiger Länder zu lernen. Er sagte sarkastisch, dass Kommodore Matthew C. Perry, der Japan in den internationalen Wettbewerb geführt hatte, als Kriegsverbrecher vorgeladen und bestraft werden sollte.

### Propaganda in Wort und Bild
Er galt als Fotografier-, Zeichen- und Kameratalent. Er nutzte dies zu Selbstinszenierung, zur Dokumentation seiner Weltsicht – privat wie auch zu politischer Agitation. Seine Schriften und die seinerzeit noch seltenen Aufnahmen dienen Dokumentationen über ihn beziehungsweise die Zeit, in der er lebte, und werden bis heute genutzt.